# Józef Herzfeld
Herzfeld Józef (ur. 7 maja 1832 w Grudziądzu, zm. 15 marca 1898 tamże) – niemiecki założyciel żydowskiego pochodzenia, wraz z Karolem Victoriusem w 1862 roku, kuźni w Grudziądzu. Kuźnia rozwinęła się w odlewnię i emaliernię, stając się w końcu wieku największym zakładem produkującym wyroby emaliowane na wschodnich terenach Niemiec. W okresie międzywojennym była to największa fabryka w mieście, mająca również filie. Po kolejnych przekształceniach i zmianach nazwy istnieje do dzisiaj. 

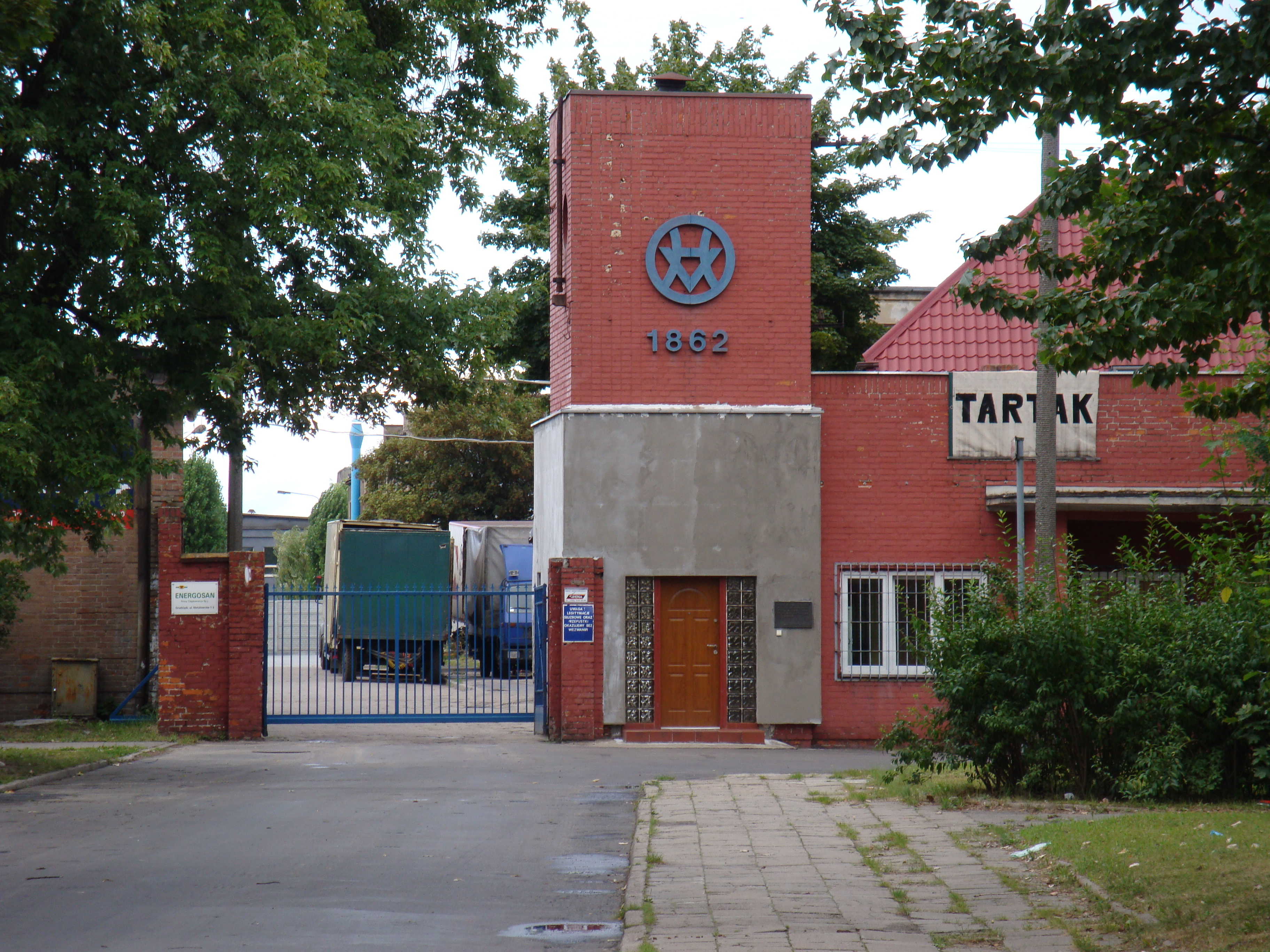